# Тирстен, Джонатан
Джонатан Тирстен (англ. Jonathan Tiersten) — американский актёр и музыкант. Вокалист и фронтмен группы Ten Tiers.

## Биография
Родился в 1965 в Квинсе, одном из самых больших районов Нью-Йорка. Детство Тирстена прошло в северном Нью-Джерси. В подростковом возрасте начал заниматься игрой на гитаре, а также учил французский язык. Обучался в Нью-йоркском университете.
В 1990-х переехал из Нью-Йорка в Форт-Коллинс, штат Колорадо. Некоторое был владельцем бара, после чего начал заниматься музыкальной деятельностью.
Наиболее известен по роли Рикки Томаса в культовом слэшере «Спящий лагерь» 1983 года. В 2010 году он вернулся к этой роли в фильме «Возвращение в спящий лагерь».
В 1998 году выпустил свой сольный музыкальный альбом под названием Heaven. В 2006 группа Ten Tiers с Тирстеном во главе выпустила свой дебютный альбом Don's Club Tavern, Part 1. Помимо этого, он играл в одной группе с музыкантом Дэйвом Мэтьюсом.